# 蘇珊娜·凱森
苏珊娜·凯森（Susanna Kaysen，1948年11月11日—）是一位美国作家。她一家都是猶太人，她的父親是卡尔·凯森。凯森曾患有边缘型人格障碍並接受心理治療。1993年，她根据这段经历寫了一部回忆录，该书被改编成电影移魂女郎，女演员薇诺娜·瑞德在電影中饰演凯森。